# 三好義雪
三好 義雪（みよし よしゆき、1894年〈明治27年〉2月3日 - 没年不明）は、日本の医師（内科小児科、三好医院）、会社役員。族籍は広島県平民。

## 経歴
広島県広島市東白島町（現・広島市中区東白島町）出身。三好家は代々医を業とする。広島高等師範学校附属中学校を優等の成績を以て卒業する。1915年、岡山医学専門学校を卒業する。1916年、舟入病院臨時医員嘱託、同年に広島県防疫医拝命、同年に一年志願兵として入隊。1917年、正八位に叙される。
1920年、予備役三等軍医後広島病院に勤務。1923年、開業する。内科小児科を主とする。白島小学校医、広島高等師範学校医である。1930年以来広島市医師会理事。1937年、鈴木商店監査役に就任する。

## 人物
『広島県紳士名鑑』で「今や君の令名は鯉城の内外に汪溢せるの感あり」と評価される。趣味は書画、読書、碁。処世の信条は誠実、親切、努力。住所は広島市東白島町。